# Uloborus guangxiensis
Uloborus guangxiensis is een spinnensoort in de taxonomische indeling van de wielwebkaardespinnen (Uloboridae).
Het dier behoort tot het geslacht Uloborus. De wetenschappelijke naam van de soort werd voor het eerst geldig gepubliceerd in 1989 door Zhu, Sha & Jun Chen.